# Wolf Lake, Yukon
Wolf Lake är en sjö i Kanada.   Den ligger i territoriet Yukon, i den centrala delen av landet, 4 000 km väster om huvudstaden Ottawa. Wolf Lake ligger 1 083 meter över havet. Arean är 3,4 kvadratkilometer. Den sträcker sig 5,9 kilometer i nord-sydlig riktning, och 2,9 kilometer i öst-västlig riktning.
Trakten runt Wolf Lake är nära nog obefolkad, med mindre än två invånare per kvadratkilometer.